# Thai Cave Rescue
Thai Cave Rescue (Originaltitel in Thai: ถ้ำหลวง: ภารกิจแห่งความหวัง) ist eine thailändische Miniserie, welche die Rettungsaktion in der Tham Luang in fiktionaler Form porträtiert. Die Serie wurde am 22. September 2022 weltweit auf Netflix veröffentlicht.

## Handlung
Beruhend auf wahren Begebenheiten: Am 23. Juni 2018 unternahmen zwölf Jungen der Jugendfußballmannschaft „Junge Eber“ nach einer Fußballtrainingseinheit zusammen mit ihrem Trainer eine Fahrradtour zu den Höhlen von Tham Luang im Norden Thailands, um den Geburtstag des ältesten Mitglieds zu feiern. Während des Aufenthalts im Höhlensystem wurde die Gruppe von heftigen und plötzlichen Regenfällen überrascht, und Teile des Rückwegs wurden überflutet und waren somit unpassierbar. Der freudige Ausflug verwandelte sich blitzschnell in eine lebensbedrohliche Situation, in der alle vom Tod bedroht waren. Die Lage verschärfte sich immer weiter mit jeder Minute, die verstrich. Eine Rettungsaktion mit internationaler Beteiligung wurde eingeleitet, während die ganze Welt zusah und den Atem anhielt.

## Besetzung und Synchronisation
Die deutschsprachige Synchronisation entstand nach den Dialogbüchern von Nathan Bechhofer und Imme Aldag sowie unter der Dialogregie von Peter Baatz-Mechler und Fabian Kluckert durch die Synchronfirma VSI Synchron in Berlin.
| Rolle                             | Schauspieler                | Synchronsprecher        |
| --------------------------------- | --------------------------- | ----------------------- |
| Coach Eak                         | Papangkorn Lerkchaleampote  | Tim Schwarzmaier        |
| Titan                             | Pratya Patong               | Theodor Genschow        |
| Tee                               | Songpon Kantawong           | Tom Ferenc              |
| Phong                             | Chakkapat Srisat            | Rafael Ricardo Sahin    |
| Adul                              | Thanawut Chetuku            | Jaron Müller            |
| Biw                               | Teeraphat Somkaew           | Emil Graf               |
| Dom                               | Thanaphong Kanthawong       | Arthur Wolfgang Mai     |
| Night                             | Thanapat Pungpumkaew        | Jonas Schmidt-Foß       |
| Nick                              | Apisit Yukam                | Carlos Fanselow         |
| Mix                               | Watcharaphol Poungsawan     | Nelson Odey             |
| Mark                              | Thapanot Huttaprasuk        | Francis Fanselow        |
| Tle                               | Apisit Sangjan              | Leo Gardeur             |
| Note                              | Rataphumi Nakisatit         | Freddy Antoine Gerberon |
| Boon-Nam                          | Pitch Sukarom               | Joel Simon              |
| Gouverneur Narongsak Osottanakorn | Thaneth Warakulnukroh       | Bernhard Völger         |
| Pim                               | Manatsanun Panlertwongsakul | Birte Baumgardt         |
| Kelly                             | Urassaya Sperbund           | Jennifer Weiß           |
| Noon                              | Darina Boonchu              | Katharina Schwarzmaier  |
| Namhom                            | Arisara Wongchalee          | Giuliana Jakobeit       |
| Coach Nop                         | Kasidet Detwong             | Patrick Giese           |
| Dr. Pak Loharnshoon               | Varintorn Yaroojjanont      | Amadeus Strobl          |
| Odd                               | Nimit Lugsamepong           | Andreas Müller          |
| Pom                               | Santirat Teerachalangkoon   | Sam Bauer               |
| Kiattisak                         | Surapol Poonpiriya          | Bernd Vollbrecht        |
| Chet                              | Krit Trairatana             | Timo Weisschnur         |
| Mutter von Night                  | Patchamon Park              | Ann Vielhaben           |
| Aran                              | Kumron Jivachat             | Julian Tennstedt        |
| Maew                              | Tusrin Punpae               | Julia Blankenburg       |
| Noi                               | Jarunun Phantachat          | Antje Thiele            |
| Mali                              | Nichapa Thanawatcharapat    | Julia Bautz             |
| Toe                               | Kristanu Manokam            | Oscar Räuker            |
| Intern #1                         | Dhamawat Suntanaphan        | Tom Sielemann           |
| Sam                               | Supakorn Kitsuwon           | Julien Haggège          |
| Lt. Luke Cole                     | Conor Merrigan Turner       | Oliver Bender           |
| Major Charles Hensen              | Stephen Phillips            | Peter Flechtner         |
| Vern Unsworth                     | Nicholas Bell               | Alexander Hauff         |
| John Volanthen                    | Nicholas Farnell            | Klaus-Peter Grap        |
| Rick Stanton                      | Christopher Stollery        | Matthias Klages         |
| Dr. Richard „Harry“ Harris        | Rodger Corser               | Thomas Schmuckert       |
| Dr. Craig Challen                 | Damon Herriman              | Tobias Lelle            |
| Jim Harris                        | John Sheerin                | Michael Tietz           |

## Episodenliste
| Nr.                                                                                | Deutscher Titel               | Originaltitel   |
| ---------------------------------------------------------------------------------- | ----------------------------- | --------------- |
| 1                                                                                  | Die Legende von Tham Luang    | ตำนานถ้ำหลวง     |
| 2                                                                                  | Nicht die Götter beleidigen   | ไม่ลบหลู่สิ่งศักดิ์สิทธิ์  |
| 3                                                                                  | Der Kelch der Prinzessin      | ขุนน้ำนางนอน      |
| 4                                                                                  | Glücks-Baht                   | บาทนำโชค        |
| 5                                                                                  | Das Gleichnis von Kisa Gotami | นิทานเรื่องกีสาโคตมี |
| 6                                                                                  | Moo Pa                        | หมูป่า            |
| Am 22. September 2022 wurden alle Folgen der Miniserie bei Netflix veröffentlicht. |                               |                 |